# Étienne Brûlé
Étienne Brûlé   (Champigny-sur-Marne, 1592 - Canadà francès, Grans Llacs d'Amèrica del Nord i Penetanguishene, juny 1633) va ser el primer explorador europeu a viatjar més enllà del riu Sant Llorenç, en el que ara es coneix com el Canadà. Va passar gran part de la seva vida adulta entre els hurons, va dominar el seu idioma i va aprendre la seva cultura. Brûlé es va convertir en intèrpret i guia de Samuel de Champlain, qui més tard el va enviar a diverses missions d'exploració i es creu que va precedir Champlain en l'arribada als Grans Llacs. Entre els nombrosos viatges que va fer destaquen les exploracions de la badia georgiana i el llac Huron, així com els rius Humber i Ottawa. Champlain va acordar enviar Brûlé, a petició pròpia, com a intèrpret per viure entre els Onontchataron, un poble algonquí, el 1610. El 1629, durant la guerra anglo-francesa, va escapar després de ser capturat pels seneca. Fou assassinat per la tribu Bear dels hurons, que creien que els havia traït als seneca.

## Primers anys
Brûlé va néixer cap a 1592 a París, França. Molts dels registres parroquials de Champigny-sur-Marne es van perdre entre 1590 i 1600, de manera que es desconeix la data exacta de naixement de Brûlé. Va arribar al Canadà amb només 16 anys, el 1608. Brûlé no ha deixat cap record ni descripció dels primers anys de vida, de la seva vida entre els pobles indígenes ni de les seves expedicions. Per tant, la seva existència s'ha vist a través d'obres d'altres, incloent Champlain, Sagard i Brébeuf.

## La vida a la Nova França
Champlain va escriure sobre un jove que vivia a Nova França des del 1608, que molts creuen era el jove Brûlé. Al juny de 1610 Brûlé va dir a Champlain que desitjava anar a viure amb els algonquins, aprendre la seva llengua i entendre millor els seus costums i hàbits. Champlain va fer les gestions i a canvi, el cap Iroquet va demanar a Champlain que portés amb ell Savignon, un jove huró, per ensenyar-li els costums i hàbits francesos. Champlain va donar instruccions a Brûlé perquè aprengués la llengua hurona, explorés el país, establís bones relacions amb totes les Primeres Nacions i informés al cap d'un any de tot allò que havia après. El 13 de juny de 1611 Champlain va tornar a visitar Brûlé i va comprovar que Brûlé havia seguit les seves instruccions. Així mateix, li va demanar que continués vivint entre els pobles indígenes, cosa que Brûlé va acceptar.
Durant quatre anys Champlain no va tenir cap contacte amb Brûlé, el qual es creu fou el primer europeu a veure els Grans Llacs. El 1615 es van retrobar a Hurònia. Allà, Brûlé va informar a Champlain de les seves aventures i exploracions per Amèrica del Nord. Brûlé va explicar que se li havia unit un altre intèrpret francès, anomenat Grenolle. Ambdós havien viatjat per la riba nord del que anomenaven la mer douce (la mar tranquil·la), ara conegut com el llac Huron, fins a arribar als grans ràpids de Sault Ste. Marie, on les aigües del llac Superior entren a l'Huron.
El 1615 Brûlé va demanar permís a Champlain per unir-se a 12 guerrers hurons en la seva missió de veure als conestoga, aliats dels Hurons, per demanar-los el seu suport durant una expedició que Champlain estava planejant. Champlain va ordenar al grup viatjar a l'oest del país seneca perquè necessitaven arribar-hi ràpidament i l'única manera de fer-ho era travessant territori enemic. Tot i la perillositat, Brûlé va arribar fins als conestoga; però ho va fer dos dies tard per poder ajudar a Champlain i els Hurons, que havien estat derrotats pels iroquesos.
Probablement Brûlé va visitar quatre dels cinc grans llacs (el llac Huron, el llac Superior, el llac Erie i el llac Ontario) i és possible que també veiés el llac Michigan. Brûlé també va visitar llocs com el riu Ottawa, el riu Mattawa, el llac Nipissing i el riu des Français fins a la badia georgiana. Va viatjar a través del llac Simcoe i va passar pel que ara és Toronto fins al llac Ontario. Des d'aquí va poder viatjar al nord de l'estat de Nova York, explorar Pennsilvània i creuar el riu Susquehanna fins a la badia de Chesapeake. És molt probable que fos un dels primers europeus a estar a la riba dela llaca Erie i Michigan.
Champlain i els jesuïtes sovint es manifestaren en contra de l'adopció dels costums dels hurons per part de Brûlé, així com de la seva associació amb els comerciants de pells, que estaven fora del control del govern colonial. Brûlé va tornar al Quebec el 1618, però Champlain li va aconsellar que continués les seves exploracions entre els hurons. Més tard, Brûlé va ser confinat a Quebec durant un any, on va ensenyar als jesuïtes la llengua dels nadius. El 1626 va tornar a França, on va treballar com a comerciant, i el 1626 o 1627 es va casar amb Alizon Coiffier. L'abril de 1628, Brûlé i la seva flota van ser capturats pels britànics davant de l'illa d'Anticosti. Brûlé va ser traslladat a Londres, abans de ser alliberat i retornat a Nova França, on va reprendre la seva vida entre els Wendat i les activitats comercials.
El 1629, durant la presa de Quebec pels anglesos, Brûlé va ser acusat de traïció per Champlain. Després va marxar cap a la terra dels Hurons. Cap europeu el tornaria a veure viu, ja que fou assassinat el 1633 per algun membre de la tribu Hurona de l'Ós, i possiblement se'l menjaren. Tanmateix, contràriament a aquesta teoria, no hi ha proves etnogràfiques que els hurons practiquessin el canibalisme. A més, Jean de Brébeuf, que va arribar a la regió poc després de la mort de Brûlé, va descriure el seu assassinat com a traïdor, però no va fer cap menció al canibalisme. Les causes de la seva mort segueixen sent desconegudes, però estarien relacionades amb consideracions al voltant d'aliances que hauria intentat Brûlé i que haurien estat percebudes com a traïcions pels seus antics aliats.